# Batu Limau
Batu Limau is een bestuurslaag in het regentschap Karimun van de provincie Riouwarchipel, Indonesië. Batu Limau telt 2.060 inwoners (volkstelling 2010).